# Arandaspis
Arandaspis és un gènere extint de peixos àgnats (sense mandíbules) que van viure en l'Ordovicià inferior, fa uns 480-470 milions d'anys. És un dels vertebrats més antics que es coneixen.
Les seves restes fòssils foren trobats en Alice Springs (Austràlia) en 1959, però no es va descobrir que era el vertebrat més antic fins a finals dels anys 1960. El nom d'Arandaspis prové de "Aranda", una tribu d'aborígens australians (avui coneguts com a Arrernte).